# Jiří Fiedler
Jiří Fiedler (* 4. März 1935 in Olomouc; † 31. Januar 2014 in Prag) war ein tschechischer Historiker, Schriftsteller, Mitarbeiter an der Enzyklopädie der jüdischen Gemeinden in Böhmen und Mähren (tschechisch: Encyklopedie židovských obcí v Čechách a na Moravě) und wissenschaftlicher Mitarbeiter im Jüdischen Museum in Prag.

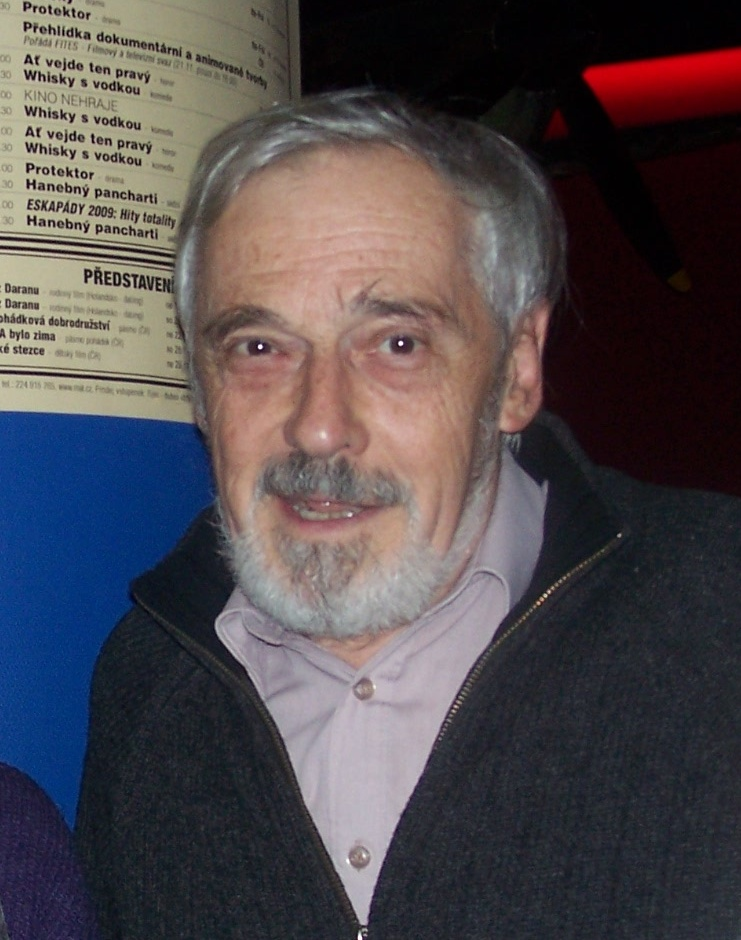
Jiří Fiedler (2009)

## Lebenslauf
Jiří Fiedler wurde am 4. März 1935 in Olomouc geboren.
Er studierte an der philosophischen Fakultät der Karlsuniversität in Prag.
Nach seinem Studium arbeitete Fiedler als Lektor, Redakteur und Herausgeber von Kinder- und Jugendbüchern beim tschechischen Verlag Albatros.
Er übersetzte einige Werke aus dem Polnischen und Serbokroatischen ins Tschechische.
In den 1970er Jahren begann Fiedler aus privatem Interesse jüdische Denkmäler in Böhmen und Mähren zu fotografieren und zu dokumentieren.
Er fuhr zu diesem Zweck auf seinem Fahrrad mit dem Rucksack auf dem Rücken kreuz und quer durch das Land und machte tausende Fotos von Synagogen, bzw. deren Ruinen, jüdischen Friedhöfen, Grabsteinen, Rabbinerwohnungen, Schulen, Mikwen usw.
Viele dieser in kommunistischer Zeit verachteten Zeugnisse jüdischer Geschichte wurden in den folgenden Jahren von den staatlichen Organen vernichtet und die Erinnerung an sie existiert nun nur noch in Fiedlers Fotos weiter.
Einige Male wurde Fiedler wegen dieser Tätigkeit vom Geheimdienst verhört.
Das kommunistisch beherrschte jüdische Museum Prag verbot ihm den Zutritt zu seinen Archiven.
Nach der Samtenen Revolution konnte Fiedler mehrere Bücher als Ergebnis seiner langjährigen Arbeiten veröffentlichen, die auch ins Englische übersetzt wurden.
Er wurde 1996 als wissenschaftlicher Mitarbeiter des Jüdischen Museums in Prag eingestellt, wo er anfing, im Rahmen eines Museumsprojektes  mit seinem gesammelten Material die Enzyklopädie der jüdischen Gemeinden in Böhmen und Mähren (tschechisch: Encyklopedie židovských obcí, sídlišť a památných míst v České republice) zu erstellen.
Fiedler arbeitete bis Ende 2012 als Angestellter im jüdischen Museum in Prag und danach weiter als freier Mitarbeiter.
Am 31. Januar 2014 wurden der 78-jährige Jiří Fiedler und seine 75-jährige Frau Dagmar ermordet und einige Zeit später im Februar 2014 in ihrer Wohnung in Prag aufgefunden.
Die Beerdigung fand am 3. März 2014 in Prag statt. Die New York Times druckte am 8. März 2014 einen Nachruf auf Jiří Fiedler. Etwa ein Jahr nach dem Mord wurde Dalibor Škopán festgenommen. Ihm wurde vorgeworfen sich unter einem Vorwand Zutritt zur Wohnung des Paares verschafft, beide mit mehreren Messerstichen getötet und danach Benzin in der Wohnung verschüttet zu haben. Škopán war geständig und wurde zu einer Haftstrafe von 28 Jahren verurteilt.

## Werke
- mit Arno Pařík und Petr Ehl: Staré židovské hřbitovy Čech a Moravy. Paseka 1991, ISBN 80-85192-10-1.
- Židovské památky v Čechách a na Moravě. Sefer, 1992, ISBN 80-900895-1-8, leicht abgeänderte Online-Ausgabe auf Židovské památky v Čechách a na Moravě
- Jewish Sights of Bohemia and Moravia. Gefen Books, 1996, ISBN 80-900895-0-X.
- mit Arno Pařík und Petr Ehl: Old Bohemian and Moravian Jewish Cemeteries. Paseka, 1996, ISBN 80-85192-12-8.
- Židovské památky Tachovska (Průvodce historií Západních Čech) (Czech Edition) Nakladatelsti Českého lesa, 1998, ISBN 80-86125-03-3.
- Židovské památky Tachovska, Plánska a Stříbrska. Domažlice Nakladatelství Českého lesa, ISBN 978-80-86125-81-7.
- mit Leo Pavlát, Vladimír Sadek, Jiřina Šedinová, Miroslav Kárný, Anita Franková und Alexandr Putík: 1. Židovské dějiny a myšlení od biblických dob do současnosti. 2. Židé v Čechách a na Moravě. 3.Persekuce a vyhlazení Židů za 2.světové války. 4. Antisemitismus - nejsetrvalejší zášť v dějinách lidstva. 5. Židovské tradice a zvyky. 5 Bände. Židovské muzeum, 2005, ISBN 80-86889-11-4.